# Parisot, Tarn
Parisot là một xã thuộc tỉnh Tarn trong vùng Occitanie miền nam nước Pháp.